# Hargeysa
Hargeysa (arabsky هرجيسا‎) je město na severozápadě Somálska a hlavní město mezinárodně neuznané republiky Somaliland, která byla vytvořena v roce 1991. Podle sčítání z roku 2000 žije v Hargeyse 1 200 000 obyvatel.

## Zeměpis

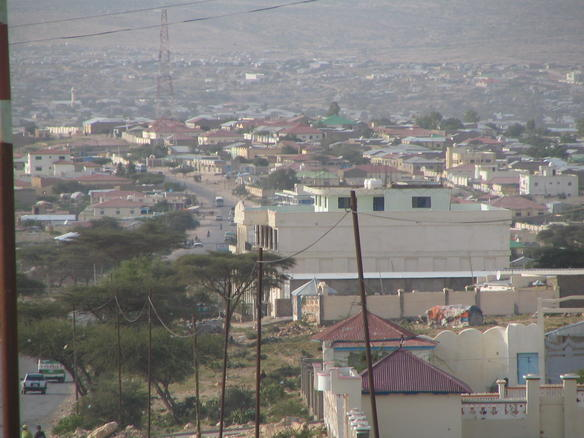
Pohled na Hargeysu

Hargeysa je umístěna v hornaté dolině na severozápadu země. Leží v nadmořské výšce 1 260 metrů nad mořem. Díky této nadmořské výšce má Hargeysa a okolní oblast mírné klima, na rozdíl od pobřeží Adenského zálivu (v severní části Somálska), které je jednou z nejteplejších oblastí na Zemi. Teplota vzduchu se pohybuje mezi 23 až 32 °C. V Hargeyse a okolí velmi často prší.

## Historie

### Prehistorie

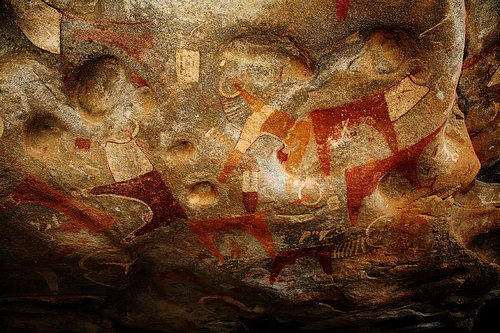
Nástěnné malby v Laas Geel

V okolí města se nachází komplex jeskyní Laas Geel s nástěnnými malbami z období neolitu, zobrazující mimo jiné původní obyvatele při uctívání Tura, dále některá místní zvířata jako antilopy, velbloudy nebo i psy. Malby byly francouzským archeologickým týmem objeveny v roce 2002 a jsou datovány přibližně mezi 8000 a 9,000 let př. n. l.

### Nadvláda Osmanské říše
Spolu s městy Zeila a Berbera si Osmanská říše podmanila a kolonizovala severozápadní Somálsko na téměř 3 století. Existuje mnoho osmanských koloniálních budov v těchto třech městech. Západní Somaliland a Hargeysa byly zařazeny v rámci Osmany kontrolované části Habeše. Oblast byla podmaněna také kvůli své strategické poloze v Rudém moři.

### Britská nadvláda
Hargeysa byla společně s celým Somalilandem anektována Brity od Adenu a byl zde zřízen protektorát Britský Somaliland. Hlavním městem protektorátu byl přístav Berbera, především pro svůj značný význam obchodního uzlu. V roce 1941 bylo hlavní město přesunuto do Hargeysy. V srpnu 1940 bylo město dobyto Italy, nicméně Britové ho v březnu 1942 dobyli zpět. 26. června 1960 získal protektorát nezávislost a po několika dnech se spojil s jihem v Somálskou republiku.

### Události od 80. let 20. století po současnost

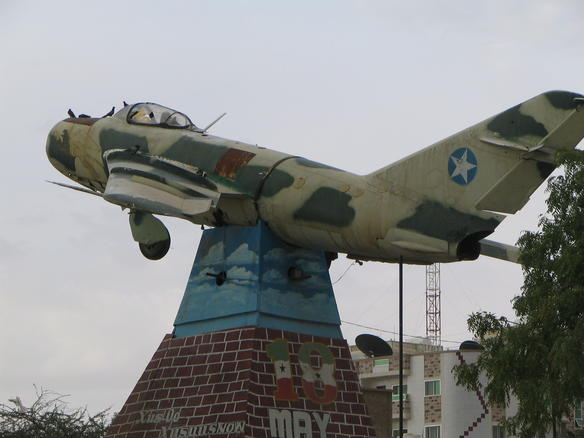
Monument připomínající letecké bombardování v roce 1988

Letecké útoky a bombardování, které proti Hargeyse vedl režim diktátora Siada Barreho koncem 80. let, město zcela zničily, stejně jako další významnější města na severozápadu Somálska (Burao a Berbera). V tomto období se proti tvrdému diktátorskému režimu postavil somálský klan Isaaq, který začal postupně a zuřivě vytlačovat režim Siada Barreho ze severozápadu země. Odhaduje se, že v 80. letech zabil Barreho režim přes 50 000 obyvatel severozápadního Somálska, kteří se přidali k Issaqu. Avšak koncem 80. let již Isaaq ovládal prakticky vše na severovýchodě země. V té době už komunistický Barreho režim stál v Somálsku na pokraji zhroucení a v roce 1991 byl nadobro svržen.
Poté byla kontrola nad Somálskem předána do rukou United Somali Congress (Spojenému Somálskému Shromáždění). To se však nelíbilo klanovým vůdcům, kteří nadále odmítli spolupracovat a obrátili zbraně proti sobě. Tak započala v Somálsku občanská válka, která začala zcela devastovat hlavní město Mogadišo. Pravým opakem Mogadiša a jihu Somálska byla Hargeysa a severozápad Somálska, kde byla v roce 1991 vyhlášena nezávislost republiky Somaliland. Od roku 1991 bylo 99 % zničeného města opraveno, obytné domy jsou v lepším stavu než před válkou. Velmi dobře zde funguje trh a jsou dodržovány obchodní zákony.

## Ekonomika

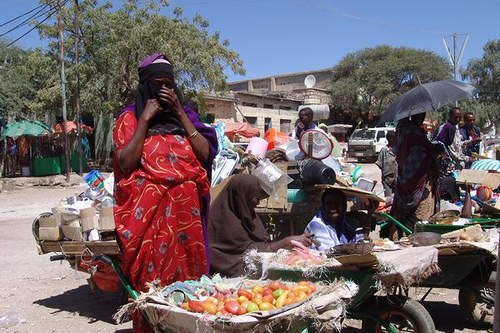
Hargeyské tržiště

Hargeysa slouží jako finanční centrum pro mnohé podnikatelské společnosti (zpracování potravin, brusičů drahokamů, stavebnictví, obchod, import a export, internetové kavárny).
Město zaznamenalo značný vývoj tohoto druhu v posledních letech. V Hargeyse jsou k dispozici tři velké hotely, Ambassador, Al-Maan Soor a Oriental hotel, umístěné v centru města. Hotel Ambassador, který je po válce prvním moderním hotelem, leží jen pár minut od letiště, zatímco Maan Soor se nachází na okraji města. Oriental Hotel je v centru města. Hargeysa má také soukromé a veřejné zvěřince se zvířaty z regionu včetně lvů, levhartů, antilop, ptáků a plazů.

## Doprava

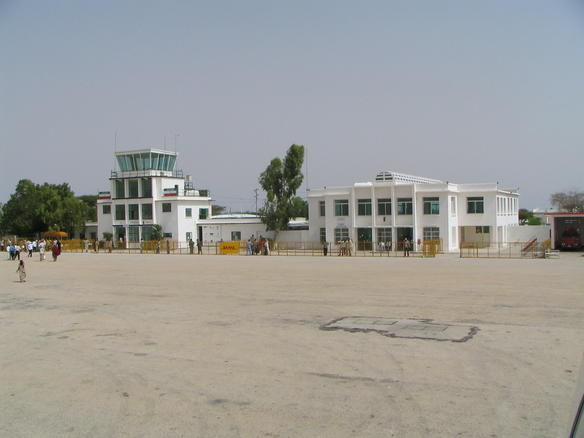
Hargeyské mezinárodní letiště

Nachází se zde Hargeyské mezinárodní letiště (Hargeisa Egal International Airport) s linkami do Addis Abeby, Džíbúti, Dubaje a mnoho dalších měst v Africe a Somálsku. Všichni cizinci jsou povinni vyměnit 50 amerických dolarů za místní měnu, kterou je somalilandský šilink (1 USD = 7500 somalilandských šilinků v prosinci 2008). V Hargeyse také existuje autobusová doprava.

## Vzdělání

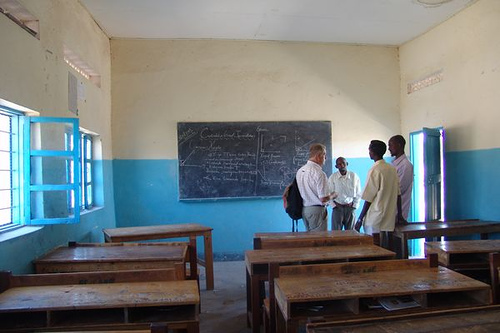
Školní třída

V Hargeyse se nachází dvě vysoké školy včetně Hargeyské univerzity, dále několik státních a soukromých středních a vysokých škol. Školy jsou rozptýleny po celém městě. Studenti jsou vyučováni od učitelů, kteří studovali v zahraničí nebo kteří se vzdělávali před somálskou občanskou válkou.

## Komunikace
Hargeysa má moderní telefonní systém a téměř všichni ve městě disponují telefonem a někteří i přístupem na internet. Internetové kavárny jsou umístěny po celém městě a mnoho mladých lidí a studentů z toho profituje. V Hargeyse jsou k dispozici i mobilní komunikační služby, hlavní poskytovatelé mobilních komunikačních služeb v Hargeyse jsou Telesom, Sitalink Soltelco a Telcom.